# Södra Anundsjöån

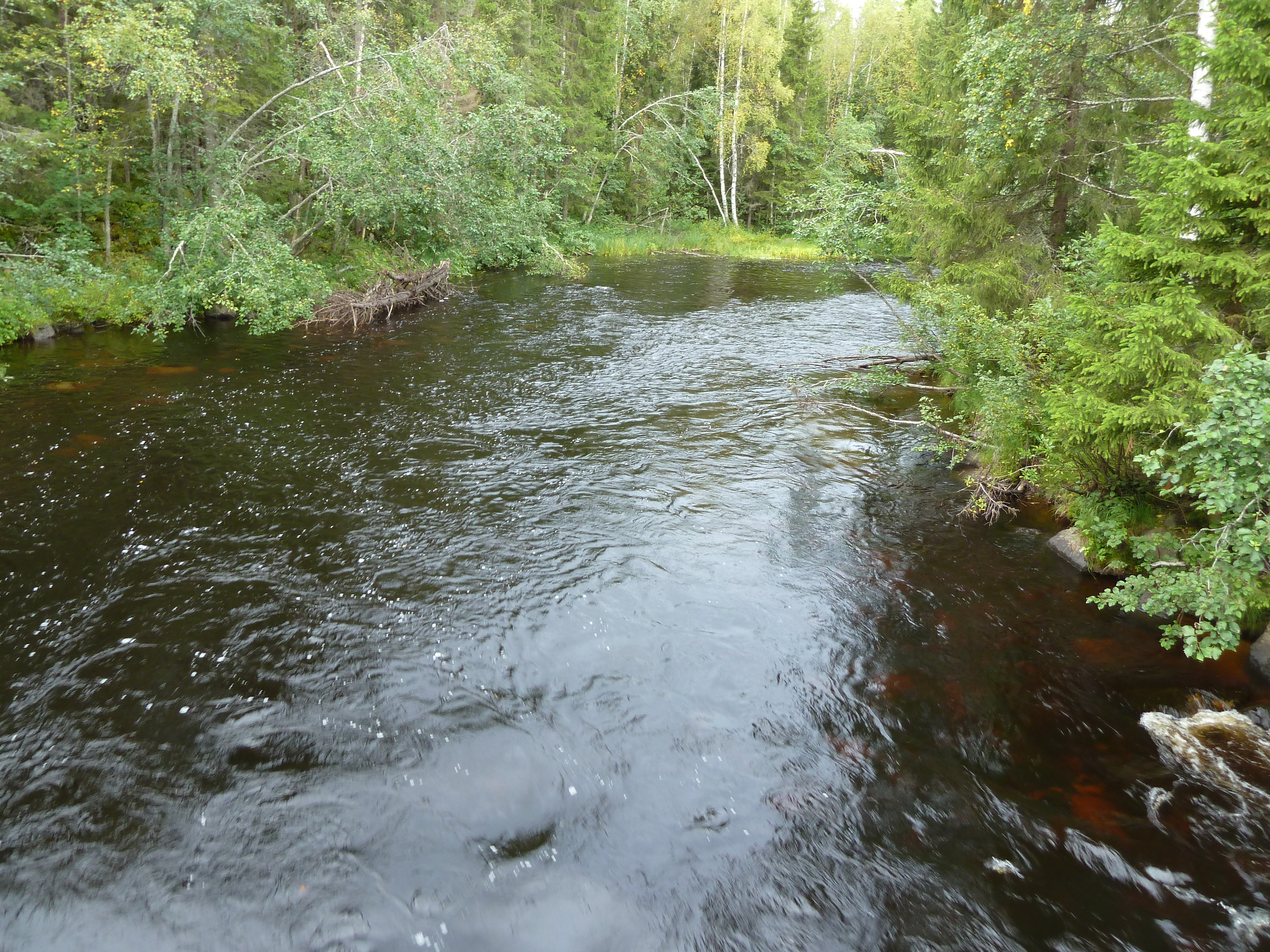
Södra Anundsjöån.

Södra Anundsjöån är ett vattendrag som flyter samman med Norra Anundsjöån vid samhället Bredbyn, cirka 40 kilometer väster om Örnsköldsvik. Södra Anundsjöån går utefter junselevägen, väg 1035. Längs ån ligger bland annat sjöarna Gensjösjön och Ödsbysjön.
Ett litet vattenkraftverk, som dock togs ur drift på 1960-talet, finns i Ödsbyn. I Sörflärke finns ett kraftverk med vattendriven kvarn och ramsågverk.